# Валериана головчатая
Валериана головчатая (лат. Valeriana capitata) — вид травянистых растений рода Валериана (Valeriana) семейства Жимолостные (Caprifoliaceae).

## Ботаническое описание
Многолетнее растение. Корневище длинное, шнуровидное, 2—3 мм толщиной, простое или маловетвящееся, восходящее или ползучее, с длинными, нитевидными корешками на расставленных узлах и бурыми остатками листьев на верхушке. Стебель одиночный, прямой и крепкий, 5—65 см высотой, коротко и жестковолосистый, с 2—3, редко четырьмя парами листьев. Листья голые, прикорневые цельные и цельнокрайние, от продолговато-эллептическое формы чаще овальные или яйцевидные, 2—6 см длиной и 1—3 см шириной, на черешках нередко до 6 см длиной. Стеблевые листья тройчатые, нижние нередко на коротких черешках, а верхние сидячие со средней долей, в 2—4 зубчиками или крупными лопастевидными зубцами с каждой стороны.
Соцветие плотно головчатое, 1,5—3,5 см в диаметре, трихотомическое, иногда с парой меньших боковых головок на верхнем угле, в основании с тройчатыми линейными или линейно-ланцетными прицветными листьями, при плодах мало или почти не разрастающееся. Прицветники травянистые, линейные, почти достигающие длины венчика, притупленные, зелёные, с тёмно-фиолетовыми кончиками до цветения образующие почти черный хохолок, в основании щетинисто-ворсинчатые. Цветы белые или лиловые, узко воронковидные, 6—7 мм длиной. Плоды яйцевидные или продолговатые, 4—5 мм длиной и 2—2,5 мм шириной, светло бурые или фиолетово-бурые. Цветёт июне — августе, плодоносит с конца июля до начала сентября.

## Распространение
Растёт в арктическое зоне и в альпийском поясе на различных тундрах, на каменных россыпях и скалах, на глинисто-щебнистых склонах, по берегам ручьев, рек и озёр, на болотах, заболоченных и сырых прибрежных лугах, в ивняках и ерниках, в сырых заболоченных лесах.

## Химический состав
Растение содержит флавоноиды: диосметин, гликозиды диосметина, кверцитина, лютеолина, апигенина и акацетина. 

## Значение и применение
Охотно поедается северным оленем (Rangifer tarandus) в летнее время. Скотом не поедается.
В медицине применяется аналогично валериане лекарственной (Valeriana officinalis).